# فيتورول كونستانتا
نادي فيتورول كونستانتا لكرة القدم أو نادي فيتورول (بالرومانية: Fotbal Club Viitorul Constanța)‏ هو نادي كرة قدم روماني من أوفيديو من إقليم كونستانتا، تأسس في سنة 2009. يلعب حالياً في دوري الدرجة الأولى الروماني.
تأسس النادي في عام 2009 على يد غورغي هاجي، وهو الشخص المعروف بترويج المواهب الشابة في أكاديميته، ومن هنا أطلق علي النادي لقب «أطفال هاجي». عمل أيضًا الدولي الروماني الدولي السابق كمدرب، حقق فيتورول أول نجاح كبير له في موسم 2016-2017، عندما أصبح أول فريق من منطقة دبروجة الشمالية يفوز باللقب الوطني، بعد ذلك بعامين فاز فيتورول بكأس رومانيا وكأس السوبر الروماني.
يلعب النادي مبارياته على أرضه باللونين الأزرق والأسود في ملعب ستاديونول فيتورول الواقع على بعد بضعة كيلومترات شمال مدينة كونستانتسا.

## التاريخ

### التأسيس والسنوات الأولى (2009–2012)
تأسس فيتورول كونستانتا في صيف عام 2009 وتم تسجيلها في دوري الدرجة الثالثة الروماني، بعد حصولها على حقوق لعب CSO Ovidiu. وامتلك النادي الاعب الدولي الروماني السابق غورغي هاجي منذ إنشائها.
خلال الموسم الأول للفريق في كرة القدم الرومانية، صعد الفريق إلي دوري الدرجة الثانية الروماني في الجولة 33 بعد منافسة شرسة مع فريق ACS Berceni. وفي موسم 2011-12 أحتل فيتورول المركز الثاني في الترتيب، وصعد إلى دوري الدرجة الأولى في الموسم التالي.

### الصعود إلى دوري الدرجة الأولي (2012–)

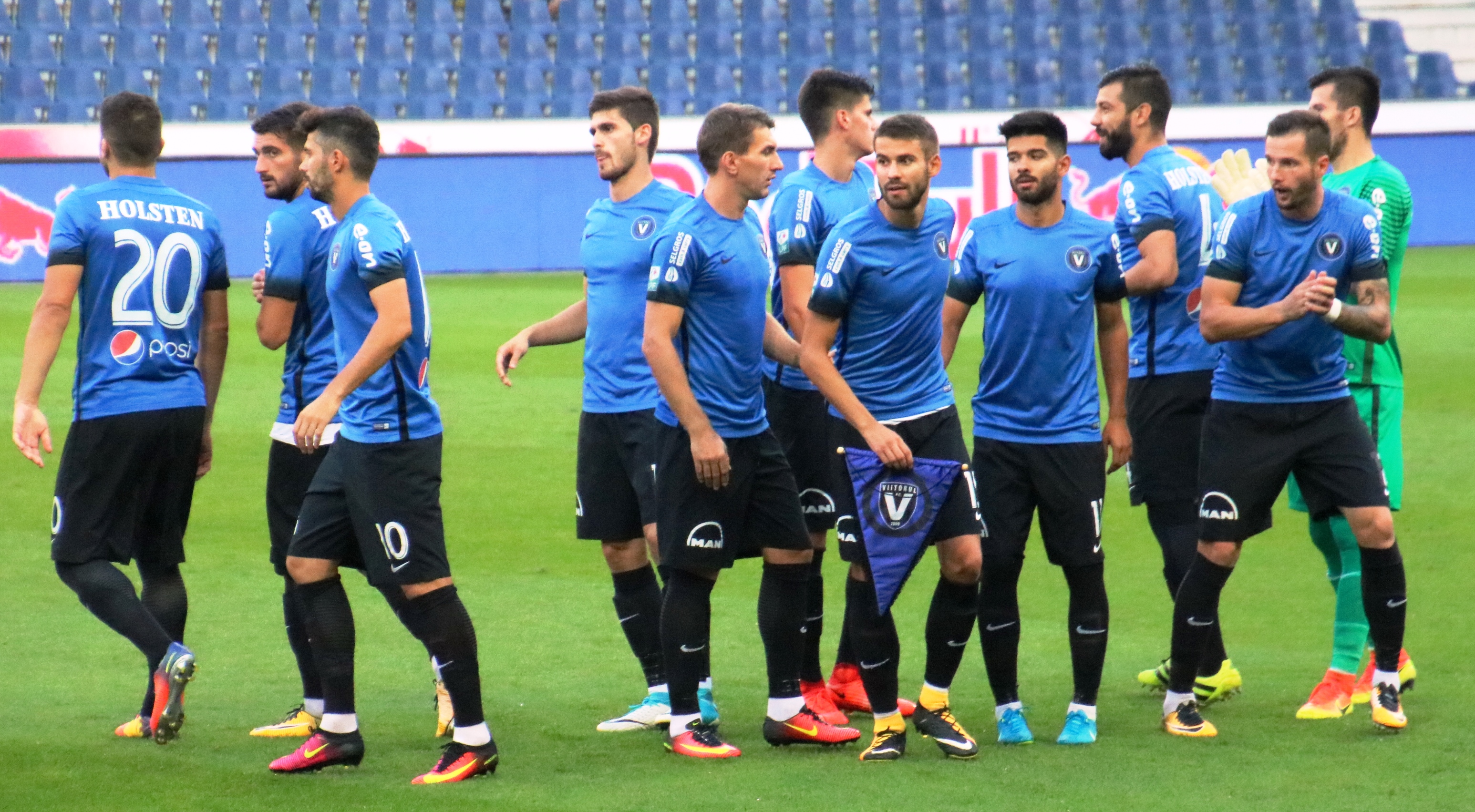
لاعبو فيتورول كونستانتا في أغسطس 2017.

في موسم 2012-13، ظهر فيتورول كونستانتا لأول مرة في دوري الدرجة الأولى الروماني لأول مرة في تاريخ النادي، حقق النادي في الموسم الأول 8 انتصارات، و12 تعادلاً، و13 هزيمة، واحتل النادي المركز 13 برصيد 36 نقطة وبالتالي تجنب الهبوط إلي الدرجة الثانية. حقق النادي انتصارات ملحوظة، ومع ذلك استمر فيتورول في التواجد الدائم في معارك الهبوط في الموسمين التاليتين.
في عام 2016، تأهل فيتورول للمباريات الحسم للبطولة من خلال احتلاله المركز الخامس، وبذلك حصل على موقع في الدور التأهيلي الثالث من الدوري الأوروبي، حيث واجه نادي غينت البلجيكي في أول مباراة أوروبية رسمية، أنتهت المبارة بالهزيمة 0-5 على ملعب غيلامكو أرينا.
في 13 مايو 2017 ، نجح فيتورول كونستانتا في الفوز بالدوري الأول بعد فوزه 1-0 على ملعبه على سي إف آر كلوج. يعتبر اللقب أول لقب كبير في تاريخهم، والذي ضمن أيضًا لهم التأهل إلى دوري أبطال أوروبا، حيث بلغ متوسط عمر الفريق 22.2 سنة، كان «أطفال هاجي» أصغر بطل دوري في أوروبا لهذا الموسم. في الجولة التأهيلية الثالثة من دوري أبطال أوروبا فاز على نادي أبويل 1-0 على أرضه، ولكنه عانى فيتورول مرة أخرى من هزيمة قاسية خارج أرضه 0-4.

## اللاعبون

### التشكيلة الحالية
آخر تحديث للتشكيلة كان بتاريخ 9 يناير 2021 : 
| الرقم | الجنسية | المركز | الاسم              |
| ----- | ------- | ------ | ------------------ |
| 2     | رومانيا | مدافع  | رادو بوبوك         |
| 4     | فرنسا   | مدافع  | داميان دوسو        |
| 5     | رومانيا | مدافع  | سيباستيان ملادن    |
| 6     | هولندا  | مدافع  | برادلي دي نويير    |
| 7     | رومانيا | مهاجم  | جورج غانيا         |
| 8     | رومانيا | وسط    | كارلو كاساب        |
| 10    | رومانيا | مهاجم  | غابرييل إيانكو     |
| 11    | إسبانيا | مهاجم  | فيكتور فرنانديز    |
| 12    | رومانيا | حارس   | فالينتين كوجوكارو  |
| 13    | رومانيا | وسط    | كوسمين معطي        |
| 14    | رومانيا | وسط    | روبرتو مولالي      |
| 15    | رومانيا | مدافع  | ألكساندرو جورجيسكو |
| 17    | رومانيا | وسط    | أندريه سيوبانو     |
| 18    | رومانيا | وسط    | أندريه أرتيان      |
| 19    | رومانيا | مدافع  | روماريو بينزار     |

| الرقم | الجنسية      | المركز | الاسم               |
| ----- | ------------ | ------ | ------------------- |
| 20    | رومانيا      | وسط    | ألكساندرو موان      |
| 21    | رومانيا      | مدافع  | ألين دوبروسافليفيسي |
| 23    | رومانيا      | مدافع  | فيرجيل غيتش         |
| 25    | رومانيا      | مهاجم  | أوريليان كيو        |
| 27    | الرأس الأخضر | وسط    | إيلي فرنانديز       |
| 28    | إسبانيا      | وسط    | جون جازتانياغا      |
| 30    | رومانيا      | وسط    | نيكولا بوبيسكو      |
| 34    | رومانيا      | حارس   | كوتلين كوبوز        |
| 39    | رومانيا      | مهاجم  | أدريان ستويان       |
| 42    | هولندا       | مهاجم  | كيفن لوكاسن         |
| 66    | إسبانيا      | وسط    | جوزيمي كاستانيدا    |
| 80    | رومانيا      | مهاجم  | أليكسي بيتو         |
| 99    | رومانيا      | وسط    | ستيفان بوديستيانو   |
| –     | رومانيا      | وسط    | فلوريان هايتي       |

### لاعبون آخرون
| الرقم | الجنسية | المركز | الاسم           |
| ----- | ------- | ------ | --------------- |
| 90    | رومانيا | وسط    | دورو دوميتريسكو |

| الرقم | الجنسية | المركز | الاسم |
| ----- | ------- | ------ | ----- |